# 카심 누후
카심 애덤스 누후(영어: Kasim Adams Nuhu, 1995년 6월 22일 ~ )는 현재 분데스리가의 TSG 호펜하임과 가나 국가대표팀에서 수비수로 활약하고 있는 가나의 프로 축구 선수이다.

## 구단 경력
쿠마시 출신인 카심은 지역의 메디아마 SC 유소년팀을 졸업하였고, 2013년 4월 14일, 0-0으로 비긴 가나 프리미어리그 하트 오브 라이언스 FC와의 원정 경기에서 후반전에 교체 투입되어 성인 무대 데뷔 전을 치렀다. 11월, 그는 레가네스의 CD로 이적하였고, 클럽의 유소년 팀에 배정되었다.

### 마요르카
2014년 1월, 카심은 RCD 마요르카에 2,000만 유로의 바이아웃 조항과 함께 3년 임대 계약을 체결하였고, 처음에는 테르세라 디비시온에 등록되었다. 그는 이 시즌에 17경기에 출전하였고, (페냐 시우타델라와 아틀레티코 라팔을 상대로) 2골을 득점하였고, 첫 번째 시도에서 세군다 디비시온 B로 복귀하였다.
2014년 9월 28일, 카심은 3-3으로 비긴 FC 바르셀로나 B와의 세군다 디비시온 홈경기에서 첫 경기를 선발로 출전해 2골을 기록했다. 이후 발레리 카르핀 감독이 아구스와 호안 트루욜스를 제치고 선발로 출전했다.
카심은 페르난도 바스케스 신임 감독이 부임한 후 5순위로 강등되면서 1군 자리를 잃었다. 2016년 8월 25일, 그는 마요르카에서 스위스의 BSC 영 보이스로 1년간 임대되었다.

### 영 보이스
현재 누후로 알려진 그는 스위스 슈퍼리그 2017-18에서 32년 만에 첫 리그 우승을 차지한 영 보이스 팀의 일원이었다.

### TSG 호펜하임
2018년 7월 25일, 카심은 TSG 호펜하임과 5년 계약을 맺는다.

## 국가대표팀 경력
2017년 11월 12일 사우디아라비아와의 경기에서 가나 축구 국가대표팀 데뷔 전을 치렀다.

## 사생활
카심은 아샨티 골드 SC의 수비수 아흐메드 애덤스의 동생이다.